# Västerbottens västra domsaga
Västerbottens västra domsaga var en domsaga i Västerbottens län. Den bildades 1884 som en utbrytning ur Västerbottens södra domsaga och upplöstes 1971 i samband med tingsrättsreformen i Sverige. Domsagan överfördes då till Lycksele tingsrätt.
Domsagan lydde först under Svea hovrätt, men överfördes till domkretsen för hovrätten för Övre Norrland när denna bildades 1936.

## Tingslag
Vid bildandet 1884 löd två tingslag under domsagan, men detta antal steg till tre 1922. 1948 minskades antalet åter till två. När domsagan upphörde 1971 löd således under den två tingslag.

### Från 1884
- Lycksele lappmarks tingslag
- Åsele lappmarks tingslag

### Från 1922
- Lycksele tingslag
- Vilhelmina tingslag
- Åsele tingslag

### Från 1948
- Lycksele tingslag
- Åsele och Vilhelmina tingslag

## Häradshövdingar
- 1895–1912 Frans Timelin
- 1912–1927 Carl Lilienberg
- 1928–1944 Arvid Arbman
- 1968-1970 Åke Åkebring

## Valkrets för val till andra kammaren
Mellan andrakammarvalen 1884 och 1908 utgjorde Västerbottens västra domsaga en valkrets: Västerbottens västra domsagas valkrets. Valkretsen avskaffades vid införandet av proportionellt valsystem inför valet 1911 och uppgick då i Västerbottens läns södra valkrets.